# 古生態學

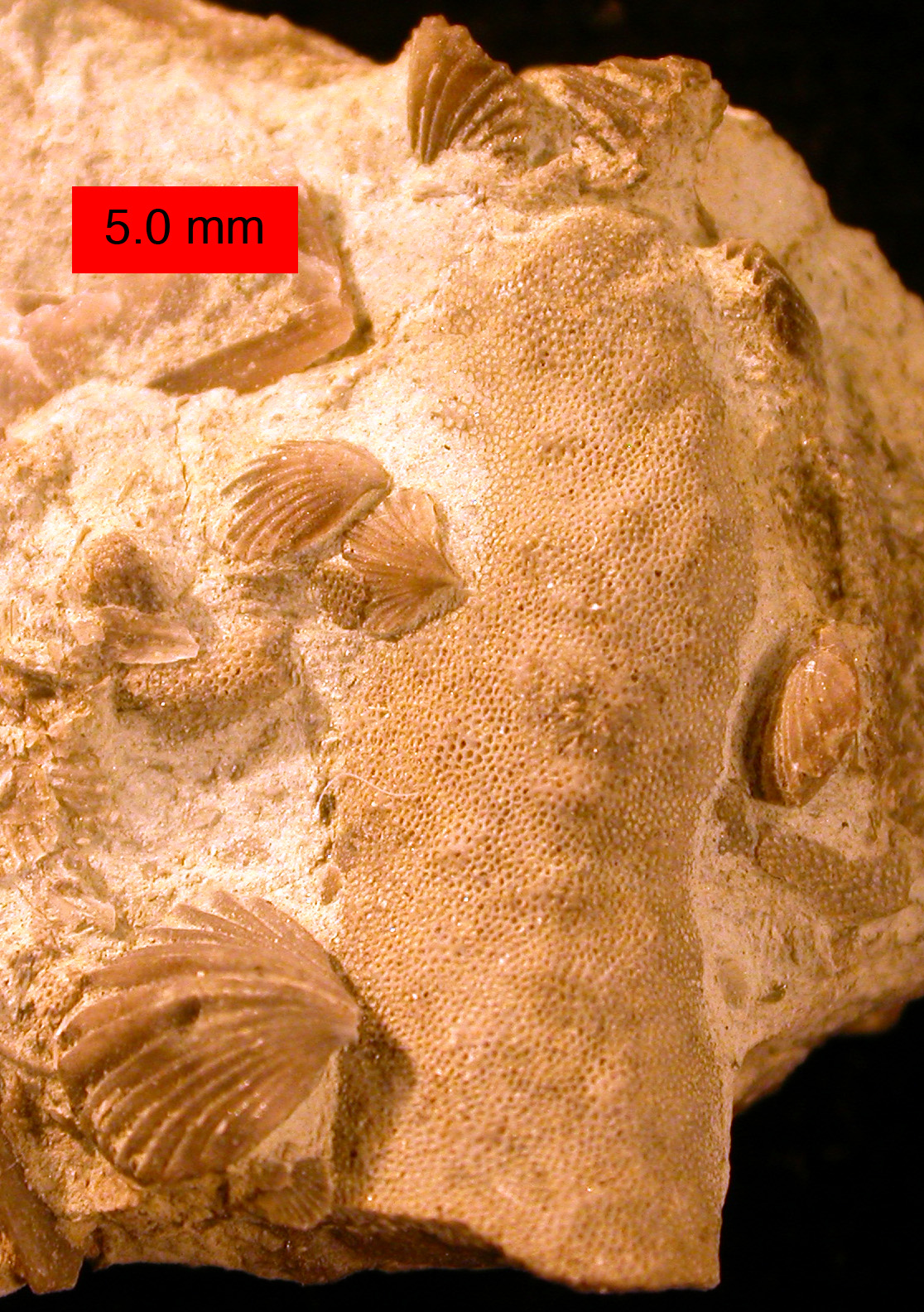
Zygospira modesta, spiriferid brachiopods, preserved in their original positions on a trepostome bryozoan; Cincinnatian（Upper Ordovician）of southeastern Indiana.

古生態學（Palaeoecology）是研究地史時期生物之間，古代生物的生活習性和生活環境的古生物學分支學科，應用生態概念研究化石群落與其環境間的相互作用。基本假設是在以往的地質時期的動物和植物其生活條件本質上和現存的近親相同。化石群落的生態學研究內容包括了建立動物群落和植物群落的目錄，這些生物體相對繁殖的估計，對它們的進食（營養）關係的一些解釋。基本上這些事與任何生態學的研究是一致的。

## 外部連結
- 古生态学（paleoecology）（化石網）
- Fox D. . Conservation in Practice: 15–21.   [2012-03-24]. （原始内容存档于2007-02-10）.
- Taylor, P.D. and Wilson, M.A., 2003. Palaeoecology and evolution of marine hard substrate communities. Earth-Science Reviews 62: 1-103. wooster.edu